# همت‌آباد (مه‌ولات)
همت‌آباد (مه ولات)، روستایی از توابع بخش مرکزی شهرستان مه ولات در استان خراسان رضوی ایران است. این روستا در دهستان حومه قرار دارد و براساس سرشماریسال۱۳۹۵ ۱۴۸۴ نفر و۳۷۲خانواراست.